# Фудбалска репрезентација Шведске
Фудбалска репрезентација Шведске (швед. svenska fotbollslandslaget) национални је фудбалски тим који представља Шведску на међународним такмичењима и под контролом је Фудбалског савеза Шведске (швед. Svenska Fotbollförbundet), владајућег тијела за фудбал у Шведској.
На Свјетско првенство, Шведска се први пут пласирала1934 и стигла је до четвртфинала, у коме је поражена од Њемачке 2:1. Већ на наредном првенству стигла је до полуфинала, гдје је поражена од Мађарске 5:1; док је у утакмици за треће мјесто изгубила од Бразила 4:2. Највећи успјех остварила је на првенству 1958, које је одржано у Шведској; стигла је до финала, гдје је поражена 5:2 од Бразила. Поред другог, освојила је и два пута треће мјесто: 1950 (у полуфиналу је поражена од Уругваја 3:2, док је у утакмици за треће мјесто побиједила Шпанију 3:1) и 1994 (у полуфиналу је поражена од Бразила 1:0, док је у утакмици за треће мјесто савладала Бугарску 4:0.)
На Европском првенству први пут учествовала је 1992, када је стигла до полуфинала, што јој је најбољи резултат на првенству; у полуфиналу поражена је од Њемачке 3:2. На Олимпијским играма освојила је златну медаљу 1948, уз бронзане медаље 1924. и 1952. године.

## Резултати на међународним такмичењима

### Свјетско првенство
Првак    Другопласирани    Трећепласирани    Четвртопласирани  
| Резултати на Свјетском првенству | Резултати на Свјетском првенству | Резултати на Свјетском првенству | Резултати на Свјетском првенству | Резултати на Свјетском првенству | Резултати на Свјетском првенству | Резултати на Свјетском првенству | Резултати на Свјетском првенству | Резултати на Свјетском првенству | Резултати у квалификацијама за Свјетско првенство | Резултати у квалификацијама за Свјетско првенство | Резултати у квалификацијама за Свјетско првенство | Резултати у квалификацијама за Свјетско првенство | Резултати у квалификацијама за Свјетско првенство | Резултати у квалификацијама за Свјетско првенство |
| Година                           | Коло                             | Мјесто                           | И                                | П                                | Н*                               | ПР                               | ДГ                               | ПГ                               | И                                                 | П                                                 | Н*                                                | И                                                 | ДГ                                                | ПГ                                                |
| -------------------------------- | -------------------------------- | -------------------------------- | -------------------------------- | -------------------------------- | -------------------------------- | -------------------------------- | -------------------------------- | -------------------------------- | ------------------------------------------------- | ------------------------------------------------- | ------------------------------------------------- | ------------------------------------------------- | ------------------------------------------------- | ------------------------------------------------- |
| 1930                             | Није учествовала                 | Није учествовала                 | Није учествовала                 | Није учествовала                 | Није учествовала                 | Није учествовала                 | Није учествовала                 | Није учествовала                 | Није било квалификација                           | Није било квалификација                           | Није било квалификација                           | Није било квалификација                           | Није било квалификација                           | Није било квалификација                           |
| 1934                             | Четвртфинале                     | 8.                               | 2                                | 1                                | 0                                | 1                                | 4                                | 4                                | 2                                                 | 2                                                 | 0                                                 | 0                                                 | 8                                                 | 2                                                 |
| 1938                             | Полуфинале                       | 4.                               | 3                                | 1                                | 0                                | 2                                | 11                               | 9                                | 3                                                 | 2                                                 | 0                                                 | 1                                                 | 11                                                | 7                                                 |
| 1950                             | Полуфинале                       | 3.                               | 5                                | 2                                | 1                                | 2                                | 11                               | 15                               | 2                                                 | 2                                                 | 0                                                 | 0                                                 | 6                                                 | 2                                                 |
| 1954                             | Није се квалификовала            | Није се квалификовала            | Није се квалификовала            | Није се квалификовала            | Није се квалификовала            | Није се квалификовала            | Није се квалификовала            | Није се квалификовала            | 4                                                 | 1                                                 | 1                                                 | 2                                                 | 9                                                 | 8                                                 |
| 1958                             | Финале                           | 2.                               | 6                                | 4                                | 1                                | 1                                | 12                               | 7                                | Квалификовала се као домаћин.                     | Квалификовала се као домаћин.                     | Квалификовала се као домаћин.                     | Квалификовала се као домаћин.                     | Квалификовала се као домаћин.                     | Квалификовала се као домаћин.                     |
| 1962                             | Није се квалификовала            | Није се квалификовала            | Није се квалификовала            | Није се квалификовала            | Није се квалификовала            | Није се квалификовала            | Није се квалификовала            | Није се квалификовала            | 5                                                 | 3                                                 | 0                                                 | 2                                                 | 11                                                | 5                                                 |
| 1966                             | Није се квалификовала            | Није се квалификовала            | Није се квалификовала            | Није се квалификовала            | Није се квалификовала            | Није се квалификовала            | Није се квалификовала            | Није се квалификовала            | 4                                                 | 2                                                 | 1                                                 | 1                                                 | 10                                                | 3                                                 |
| 1970                             | Групна фаза                      | 9.                               | 3                                | 1                                | 1                                | 1                                | 2                                | 2                                | 4                                                 | 3                                                 | 0                                                 | 1                                                 | 12                                                | 5                                                 |
| 1974                             | Друга фаза                       | 5.                               | 6                                | 2                                | 2                                | 2                                | 7                                | 6                                | 7                                                 | 4                                                 | 2                                                 | 1                                                 | 17                                                | 9                                                 |
| 1978                             | Групна фаза                      | 13.                              | 3                                | 0                                | 1                                | 2                                | 1                                | 3                                | 4                                                 | 3                                                 | 0                                                 | 1                                                 | 7                                                 | 4                                                 |
| 1982                             | Није се квалификовала            | Није се квалификовала            | Није се квалификовала            | Није се квалификовала            | Није се квалификовала            | Није се квалификовала            | Није се квалификовала            | Није се квалификовала            | 8                                                 | 3                                                 | 2                                                 | 3                                                 | 7                                                 | 8                                                 |
| 1986                             | Није се квалификовала            | Није се квалификовала            | Није се квалификовала            | Није се квалификовала            | Није се квалификовала            | Није се квалификовала            | Није се квалификовала            | Није се квалификовала            | 8                                                 | 4                                                 | 1                                                 | 3                                                 | 14                                                | 9                                                 |
| 1990                             | Групна фаза                      | 21.                              | 3                                | 0                                | 0                                | 3                                | 3                                | 6                                | 6                                                 | 4                                                 | 2                                                 | 0                                                 | 9                                                 | 3                                                 |
| 1994                             | Полуфинале                       | 3.                               | 7                                | 3                                | 3                                | 1                                | 15                               | 8                                | 10                                                | 6                                                 | 3                                                 | 1                                                 | 19                                                | 8                                                 |
| 1998                             | Није се квалификовала            | Није се квалификовала            | Није се квалификовала            | Није се квалификовала            | Није се квалификовала            | Није се квалификовала            | Није се квалификовала            | Није се квалификовала            | 10                                                | 7                                                 | 0                                                 | 3                                                 | 16                                                | 9                                                 |
| 2002                             | Осмина финала                    | 13.                              | 4                                | 1                                | 2                                | 1                                | 5                                | 5                                | 10                                                | 8                                                 | 2                                                 | 0                                                 | 20                                                | 3                                                 |
| 2006                             | Осмина финала                    | 14.                              | 4                                | 1                                | 2                                | 1                                | 3                                | 4                                | 10                                                | 8                                                 | 0                                                 | 2                                                 | 30                                                | 4                                                 |
| 2010                             | Није се квалификовала            | Није се квалификовала            | Није се квалификовала            | Није се квалификовала            | Није се квалификовала            | Није се квалификовала            | Није се квалификовала            | Није се квалификовала            | 10                                                | 5                                                 | 3                                                 | 2                                                 | 13                                                | 5                                                 |
| 2014                             | Није се квалификовала            | Није се квалификовала            | Није се квалификовала            | Није се квалификовала            | Није се квалификовала            | Није се квалификовала            | Није се квалификовала            | Није се квалификовала            | 12                                                | 6                                                 | 2                                                 | 4                                                 | 21                                                | 18                                                |
| 2018                             | Четвртфинале                     | 7.                               | 5                                | 3                                | 0                                | 2                                | 6                                | 4                                | 12                                                | 7                                                 | 2                                                 | 3                                                 | 27                                                | 9                                                 |
| 2022                             | Није се квалификовала            | Није се квалификовала            | Није се квалификовала            | Није се квалификовала            | Није се квалификовала            | Није се квалификовала            | Није се квалификовала            | Није се квалификовала            | 10                                                | 6                                                 | 0                                                 | 4                                                 | 13                                                | 8                                                 |
| Укупно                           | Друго мјесто                     | 12/22                            | 51                               | 19                               | 13                               | 19                               | 80                               | 73                               | 141                                               | 86                                                | 21                                                | 34                                                | 280                                               | 129                                               |

* Неријешени резултати укључују и утакмице елиминационе фазе које су ријешене након пенала.
**Црвена боја границе означава да је првенство одржано у Шведској.

### Европско првенство
Првак    Другопласирани    Трећепласирани    Четвртопласирани  
| Резултати на Европском првенству | Резултати на Европском првенству | Резултати на Европском првенству | Резултати на Европском првенству | Резултати на Европском првенству | Резултати на Европском првенству | Резултати на Европском првенству | Резултати на Европском првенству | Резултати на Европском првенству | Резултати у квалификацијама за Европско првенство | Резултати у квалификацијама за Европско првенство | Резултати у квалификацијама за Европско првенство | Резултати у квалификацијама за Европско првенство | Резултати у квалификацијама за Европско првенство | Резултати у квалификацијама за Европско првенство |
| Година                           | Коло                             | Мјесто                           | И                                | П                                | Н*                               | ПР                               | ДГ                               | ПГ                               | И                                                 | П                                                 | Н*                                                | И                                                 | ДГ                                                | ПГ                                                |
| -------------------------------- | -------------------------------- | -------------------------------- | -------------------------------- | -------------------------------- | -------------------------------- | -------------------------------- | -------------------------------- | -------------------------------- | ------------------------------------------------- | ------------------------------------------------- | ------------------------------------------------- | ------------------------------------------------- | ------------------------------------------------- | ------------------------------------------------- |
| 1960                             | Није учествовала                 | Није учествовала                 | Није учествовала                 | Није учествовала                 | Није учествовала                 | Није учествовала                 | Није учествовала                 | Није учествовала                 | Није учествовала                                  | Није учествовала                                  | Није учествовала                                  | Није учествовала                                  | Није учествовала                                  | Није учествовала                                  |
| 1964                             | Није се квалификовала            | Није се квалификовала            | Није се квалификовала            | Није се квалификовала            | Није се квалификовала            | Није се квалификовала            | Није се квалификовала            | Није се квалификовала            | 6                                                 | 2                                                 | 3                                                 | 1                                                 | 8                                                 | 7                                                 |
| 1968                             | Није се квалификовала            | Није се квалификовала            | Није се квалификовала            | Није се квалификовала            | Није се квалификовала            | Није се квалификовала            | Није се квалификовала            | Није се квалификовала            | 6                                                 | 2                                                 | 1                                                 | 3                                                 | 9                                                 | 12                                                |
| 1972                             | Није се квалификовала            | Није се квалификовала            | Није се квалификовала            | Није се квалификовала            | Није се квалификовала            | Није се квалификовала            | Није се квалификовала            | Није се квалификовала            | 6                                                 | 2                                                 | 2                                                 | 2                                                 | 3                                                 | 5                                                 |
| 1976                             | Није се квалификовала            | Није се квалификовала            | Није се квалификовала            | Није се квалификовала            | Није се квалификовала            | Није се квалификовала            | Није се квалификовала            | Није се квалификовала            | 6                                                 | 3                                                 | 0                                                 | 3                                                 | 8                                                 | 9                                                 |
| 1980                             | Није се квалификовала            | Није се квалификовала            | Није се квалификовала            | Није се квалификовала            | Није се квалификовала            | Није се квалификовала            | Није се квалификовала            | Није се квалификовала            | 6                                                 | 1                                                 | 2                                                 | 3                                                 | 9                                                 | 13                                                |
| 1984                             | Није се квалификовала            | Није се квалификовала            | Није се квалификовала            | Није се квалификовала            | Није се квалификовала            | Није се квалификовала            | Није се квалификовала            | Није се квалификовала            | 8                                                 | 5                                                 | 1                                                 | 2                                                 | 14                                                | 5                                                 |
| 1988                             | Није се квалификовала            | Није се квалификовала            | Није се квалификовала            | Није се квалификовала            | Није се квалификовала            | Није се квалификовала            | Није се квалификовала            | Није се квалификовала            | 8                                                 | 4                                                 | 2                                                 | 2                                                 | 12                                                | 5                                                 |
| 1992                             | Полуфинале                       | 3.                               | 4                                | 2                                | 1                                | 1                                | 6                                | 5                                | Квалификовала се као домаћин                      | Квалификовала се као домаћин                      | Квалификовала се као домаћин                      | Квалификовала се као домаћин                      | Квалификовала се као домаћин                      | Квалификовала се као домаћин                      |
| 1996                             | Није се квалификовала            | Није се квалификовала            | Није се квалификовала            | Није се квалификовала            | Није се квалификовала            | Није се квалификовала            | Није се квалификовала            | Није се квалификовала            | 8                                                 | 2                                                 | 3                                                 | 3                                                 | 9                                                 | 10                                                |
| 2000                             | Групна фаза                      | 14.                              | 3                                | 0                                | 1                                | 2                                | 2                                | 4                                | 8                                                 | 7                                                 | 1                                                 | 0                                                 | 10                                                | 1                                                 |
| 2004                             | Четвртфинале                     | 7.                               | 4                                | 1                                | 3                                | 0                                | 8                                | 3                                | 8                                                 | 5                                                 | 2                                                 | 1                                                 | 19                                                | 3                                                 |
| 2008                             | Групна фаза                      | 10.                              | 3                                | 1                                | 0                                | 2                                | 3                                | 4                                | 12                                                | 8                                                 | 2                                                 | 2                                                 | 23                                                | 9                                                 |
| 2012                             | Групна фаза                      | 11.                              | 3                                | 1                                | 0                                | 2                                | 5                                | 5                                | 10                                                | 8                                                 | 0                                                 | 2                                                 | 31                                                | 11                                                |
| 2016                             | Групна фаза                      | 20.                              | 3                                | 0                                | 1                                | 2                                | 1                                | 3                                | 12                                                | 6                                                 | 4                                                 | 2                                                 | 19                                                | 12                                                |
| 2020                             | Осмина финала                    | 10.                              | 4                                | 2                                | 1                                | 1                                | 5                                | 4                                | 10                                                | 6                                                 | 3                                                 | 1                                                 | 23                                                | 9                                                 |
| 2024                             | Није се квалификовала            | Није се квалификовала            | Није се квалификовала            | Није се квалификовала            | Није се квалификовала            | Није се квалификовала            | Није се квалификовала            | Није се квалификовала            | 8                                                 |                                                   |                                                   |                                                   |                                                   |                                                   |
| Укупно                           | Полуфинале                       | 7/17                             | 24                               | 7                                | 7                                | 10                               | 30                               | 28                               | 115                                               | 62                                                | 26                                                | 27                                                | 211                                               | 111                                               |

* Неријешени резултати укључују и утакмице елиминационе фазе које су ријешене након пенала.
**Црвена боја границе означава да је првенство одржано у Шведској.

### Лига нација
| Рекорди у УЕФА Лиги нација | Рекорди у УЕФА Лиги нација | Рекорди у УЕФА Лиги нација | Рекорди у УЕФА Лиги нација | Рекорди у УЕФА Лиги нација | Рекорди у УЕФА Лиги нација | Рекорди у УЕФА Лиги нација | Рекорди у УЕФА Лиги нација | Рекорди у УЕФА Лиги нација | Рекорди у УЕФА Лиги нација | Рекорди у УЕФА Лиги нација |
| Сезона                     | Лига                       | Група                      | ИГ                         | П                          | Н                          | И                          | ГД                         | ГП                         | П/И                        | Поз.                       |
| -------------------------- | -------------------------- | -------------------------- | -------------------------- | -------------------------- | -------------------------- | -------------------------- | -------------------------- | -------------------------- | -------------------------- | -------------------------- |
| 2018/19.                   | Б                          | 2                          | 4                          | 2                          | 1                          | 1                          | 5                          | 3                          | Раст                       | 16.                        |
| 2020/21.                   | А                          | 3                          | 6                          | 1                          | 0                          | 5                          | 5                          | 13                         | Пад                        | 14.                        |
| 2022/23.                   | Б                          | 4                          | 6                          | 1                          | 1                          | 4                          | 7                          | 11                         | Пад                        | 30.                        |
| Укупно                     | Укупно                     | Укупно                     | 16                         | 4                          | 2                          | 10                         | 17                         | 19                         |                            |                            |

### Олимпијске игре
Фудбал на Олимпијским играма први пут се нашао 1908. године. Олимпијске игре од 1896 до 1980. године биле су отворене само за аматере; турнири 1984 и 1988 били су отворени само за фудбалере који нису наступали никада на Свјетском првенству. Након Игара 1988, фудбалски турнир је измијењен и дозвољено је учешће само фудбалерима до 23 године, уз максимум три играча старија од 23 године.
  Првак    Другопласирани    Трећепласирани    Четвртопласирани  
| Резултати на Европском првенству | Резултати на Европском првенству | Резултати на Европском првенству | Резултати на Европском првенству | Резултати на Европском првенству | Резултати на Европском првенству | Резултати на Европском првенству | Резултати на Европском првенству | Резултати на Европском првенству | Резултати у квалификацијама за Европско првенство | Резултати у квалификацијама за Европско првенство | Резултати у квалификацијама за Европско првенство | Резултати у квалификацијама за Европско првенство | Резултати у квалификацијама за Европско првенство | Резултати у квалификацијама за Европско првенство |
| Година                           | Коло                             | Мјесто                           | И                                | П                                | Н*                               | ПР                               | ДГ                               | ПГ                               | И                                                 | П                                                 | Н*                                                | И                                                 | ДГ                                                | ПГ                                                |
| -------------------------------- | -------------------------------- | -------------------------------- | -------------------------------- | -------------------------------- | -------------------------------- | -------------------------------- | -------------------------------- | -------------------------------- | ------------------------------------------------- | ------------------------------------------------- | ------------------------------------------------- | ------------------------------------------------- | ------------------------------------------------- | ------------------------------------------------- |
| 1908                             | Полуфинале                       | 4.                               | 2                                | 0                                | 0                                | 2                                | 1                                | 14                               | Није било квалификација                           | Није било квалификација                           | Није било квалификација                           | Није било квалификација                           | Није било квалификација                           | Није било квалификација                           |
| 1912                             | Осмина финала                    | 9.                               |                                  | 0                                | 0                                | 2                                | 3                                | 5                                | No qualification                                  | No qualification                                  | No qualification                                  | No qualification                                  | No qualification                                  | No qualification                                  |
| 1920                             | Четвртфинале                     | 6.                               | 3                                | 1                                | 0                                | 2                                | 14                               | 7                                | No qualification                                  | No qualification                                  | No qualification                                  | No qualification                                  | No qualification                                  | No qualification                                  |
| 1924                             | Полуфинале                       | 3.                               | 5                                | 3                                | 1                                | 1                                | 18                               | 5                                | Није било квалификација                           | Није било квалификација                           | Није било квалификација                           | Није било квалификација                           | Није било квалификација                           | Није било квалификација                           |
| 1928                             | Није учествовала                 | Није учествовала                 | Није учествовала                 | Није учествовала                 | Није учествовала                 | Није учествовала                 | Није учествовала                 | Није учествовала                 | Није било квалификација                           | Није било квалификација                           | Није било квалификација                           | Није било квалификација                           | Није било квалификација                           | Није било квалификација                           |
| 1936                             | Осмина финала                    | 9.                               | 1                                | 0                                | 0                                | 1                                | 2                                | 3                                | Није било квалификација                           | Није било квалификација                           | Није било квалификација                           | Није било квалификација                           | Није било квалификација                           | Није било квалификација                           |
| 1948                             | Првак                            | 1.                               | 4                                | 4                                | 0                                | 0                                | 22                               | 3                                | Није било квалификација                           | Није било квалификација                           | Није било квалификација                           | Није било квалификација                           | Није било квалификација                           | Није било квалификација                           |
| 1952                             | Полуфинале                       | 3.                               | 4                                | 3                                | 0                                | 1                                | 9                                | 8                                | Није било квалификација                           | Није било квалификација                           | Није било квалификација                           | Није било квалификација                           | Није било квалификација                           | Није било квалификација                           |
| 1956                             | Није учествовала                 | Није учествовала                 | Није учествовала                 | Није учествовала                 | Није учествовала                 | Није учествовала                 | Није учествовала                 | Није учествовала                 | Није учествовала                                  | Није учествовала                                  | Није учествовала                                  | Није учествовала                                  | Није учествовала                                  | Није учествовала                                  |
| 1960                             | Није учествовала                 | Није учествовала                 | Није учествовала                 | Није учествовала                 | Није учествовала                 | Није учествовала                 | Није учествовала                 | Није учествовала                 | Није учествовала                                  | Није учествовала                                  | Није учествовала                                  | Није учествовала                                  | Није учествовала                                  | Није учествовала                                  |
| 1964                             | Није се квалификовала            | Није се квалификовала            | Није се квалификовала            | Није се квалификовала            | Није се квалификовала            | Није се квалификовала            | Није се квалификовала            | Није се квалификовала            | 2                                                 | 0                                                 | 1                                                 | 1                                                 | 2                                                 | 6                                                 |
| 1968                             | Није учествовала                 | Није учествовала                 | Није учествовала                 | Није учествовала                 | Није учествовала                 | Није учествовала                 | Није учествовала                 | Није учествовала                 | Није учествовала                                  | Није учествовала                                  | Није учествовала                                  | Није учествовала                                  | Није учествовала                                  | Није учествовала                                  |
| 1972                             | Није учествовала                 | Није учествовала                 | Није учествовала                 | Није учествовала                 | Није учествовала                 | Није учествовала                 | Није учествовала                 | Није учествовала                 | Није учествовала                                  | Није учествовала                                  | Није учествовала                                  | Није учествовала                                  | Није учествовала                                  | Није учествовала                                  |
| 1976                             | Није учествовала                 | Није учествовала                 | Није учествовала                 | Није учествовала                 | Није учествовала                 | Није учествовала                 | Није учествовала                 | Није учествовала                 | Није учествовала                                  | Није учествовала                                  | Није учествовала                                  | Није учествовала                                  | Није учествовала                                  | Није учествовала                                  |
| 1980                             | Није учествовала                 | Није учествовала                 | Није учествовала                 | Није учествовала                 | Није учествовала                 | Није учествовала                 | Није учествовала                 | Није учествовала                 | Није учествовала                                  | Није учествовала                                  | Није учествовала                                  | Није учествовала                                  | Није учествовала                                  | Није учествовала                                  |
| Укупно                           | 1 Титула                         | 7/15                             | 21                               | 11                               | 1                                | 9                                | 69                               | 45                               | 2                                                 | 0                                                 | 1                                                 | 1                                                 | 2                                                 | 6                                                 |

## Састав репрезентације
Подаци ажурирани 10. августа 2018.
| Име                      | Датум рођења  | Број наступа | Број голова | Клуб               |         |         |
| Голмани                  | Голмани       | Голмани      | Голмани     | Голмани            | Голмани | Голмани |
| ------------------------ | ------------- | ------------ | ----------- | ------------------ | ------- | ------- |
| Робин Олсен              | 8. 1. 1990.   | 23           | 0           | Рома               |         |         |
| Карл Јохан Јонсон        | 28. 1. 1990.  | 5            | 0           | Генган             |         |         |
| Кристофер Нордфелд       | 23. 6. 1989.  | 8            | 0           | Свонзи Сити        |         |         |
| Одбрамбени фудбалери     |               |              |             |                    |         |         |
| Микаел Лустиг            | 13. 12. 1986. | 70           | 6           | Селтик             |         |         |
| Виктор Линделеф          | 17. 7. 1994.  | 25           | 1           | Манчестер јунајтед |         |         |
| Андреас Гранквист        | 16. 4. 1985.  | 77           | 8           | Краснодар          |         |         |
| Мартин Олсон             | 17. 5. 1988.  | 45           | 5           | Свонзи Сити        |         |         |
| Лудвиг Авустинсон        | 21. 4. 1994.  | 20           | 1           | Вердер Бремен      |         |         |
| Филип Еландер            | 22. 4. 1993.  | 4            | 0           | Болоња             |         |         |
| Емил Крафт               | 2. 4. 1994.   | 15           | 0           | Болоња             |         |         |
| Понтус Јансон            | 13. 2. 1991.  | 17           | 0           | Лидс јунајтед      |         |         |
| Фудбалери средине терена |               |              |             |                    |         |         |
| Себастијан Ларсон        | 6. 6. 1985.   | 104          | 6           | Хал Сити           |         |         |
| Албин Екдал              | 28. 7. 1989.  | 39           | 0           | Хамбургер          |         |         |
| Емил Форсберг            | 23. 10. 1991. | 41           | 7           | Лајпциг            |         |         |
| Густав Свенсон           | 7. 2. 1987.   | 16           | 0           | Сијетл Саундерс    |         |         |
| Оскар Хилјемарк          | 28. 6. 1992.  | 24           | 2           | Ђенова             |         |         |
| Виктор Класон            | 2. 1. 1992.   | 27           | 3           | Краснодар          |         |         |
| Маркус Роден             | 11. 5. 1991.  | 12           | 1           | Кротоне            |         |         |
| Џими Дурмаз              | 22. 3. 1989.  | 46           | 3           | Тулуза             |         |         |
| Нападачи                 |               |              |             |                    |         |         |
| Маркус Берг              | 17. 8. 1986.  | 62           | 18          | Ал Аин             |         |         |
| Џон Гвидети              | 15. 4. 1992.  | 22           | 1           | Алавес             |         |         |
| Ола Тојвонен             | 3. 7. 1986.   | 64           | 14          | Тулуза             |         |         |
| Исак Кисе Телин          | 24. 6. 1992.  | 24           | 2           | Васланд Беверен    |         |         |